# Saint-Léger-de-Fougeret
Saint-Léger-de-Fougeret és un municipi francès, situat al departament del Nièvre i a la regió de Borgonya - Franc Comtat. L'any 2007 tenia 312 habitants.

## Demografia

### Població
El 2007 la població de fet de Saint-Léger-de-Fougeret era de 312 persones. Hi havia 111 famílies, de les quals 47 eren unipersonals (17 homes vivint sols i 30 dones vivint soles), 43 parelles sense fills, 17 parelles amb fills i 4 famílies monoparentals amb fills.
La població ha evolucionat segons el següent gràfic:
Habitants censats

### Habitatges
El 2007 hi havia 261 habitatges, 118 eren l'habitatge principal de la família, 114 eren segones residències i 29 estaven desocupats. 257 eren cases i 1 era un apartament. Dels 118 habitatges principals, 104 estaven ocupats pels seus propietaris, 4 estaven llogats i ocupats pels llogaters i 10 estaven cedits a títol gratuït; 6 tenien dues cambres, 30 en tenien tres, 33 en tenien quatre i 48 en tenien cinc o més. 91 habitatges disposaven pel capbaix d'una plaça de pàrquing. A 64 habitatges hi havia un automòbil i a 35 n'hi havia dos o més.

### Piràmide de població
La piràmide de població per edats i sexe el 2009 era:
| Homes | Edats   | Dones |
| ----- | ------- | ----- |
| 0     | 95 o +  | 0     |
| 0     | 90 a 94 | 0     |
| 4     | 85 a 89 | 4     |
| 12    | 80 a 84 | 0     |
| 24    | 75 a 79 | 20    |
| 16    | 70 a 74 | 12    |
| 8     | 65 a 69 | 24    |
| 8     | 60 a 64 | 4     |
| 0     | 55 a 59 | 4     |
| 8     | 50 a 54 | 4     |
| 4     | 45 a 49 | 4     |
| 12    | 40 a 44 | 0     |
| 16    | 35 a 39 | 0     |
| 16    | 30 a 34 | 8     |
| 12    | 25 a 29 | 28    |
| 20    | 20 a 24 | 16    |
| 8     | 15 a 19 | 4     |
| 0     | 10 a 14 | 0     |
| 12    | 5 a 9   | 4     |
| 4     | 0 a 4   | 4     |

## Economia
El 2007 la població en edat de treballar era de 187 persones, 91 eren actives i 96 eren inactives. De les 91 persones actives 72 estaven ocupades (48 homes i 24 dones) i 20 estaven aturades (9 homes i 11 dones). De les 96 persones inactives 19 estaven jubilades, 61 estaven estudiant i 16 estaven classificades com a «altres inactius».

### Ingressos
El 2009 a Saint-Léger-de-Fougeret hi havia 107 unitats fiscals que integraven 206 persones, la mediana anual d'ingressos fiscals per persona era de 14.321,5 €.

### Activitats econòmiques
Dels 6 establiments que hi havia el 2007, 1 era d'una empresa alimentària, 3 d'empreses de construcció, 1 d'una empresa d'hostatgeria i restauració i 1 d'una empresa immobiliària.
Dels 3 establiments de servei als particulars que hi havia el 2009, 2 eren paletes i 1 lampisteria.
L'any 2000 a Saint-Léger-de-Fougeret hi havia 24 explotacions agrícoles.

## Equipaments sanitaris i escolars
El 2009 hi havia una escola maternal integrada dins d'un grup escolar amb les comunes properes formant una escola dispersa.

## Poblacions més properes
El següent diagrama mostra les poblacions més properes.